# Спомен-комплекс палим борцима у Селевцу
Спомен-комплекс палим борцима у Селевцу је споменичка композиција посвећена Селевчанима палим за слободу и жртвама окупаторског терора у време Балканских, Првог и Другог светског рата. Представља ликове једног солунца, једне партизанке и још три борца НОР-а.

## Уређење центра села
Крајем 50-тих година 20. века Селевац је доживео својеврсну економску експанзију, пре свега захваљујући развоју Зељорадничке задруге. Нестанак егзистенцијалних проблема и економско благостање наводе водеће људе села на размишљање о урбанистичком уређењу центра. У периоду од 1956. до 1960. године, постигнут је договор општинских органа, друштвено-политичких организација и других субјеката да се центар села изгради у рејону селевачке пијаце. Идејни нацрт израдио је Завод за урбанизам Смедеревске Паланке. Првенствено је требало да се реши главна раскрсница путева који долазе у центар села. Договорено је да се просече нови пут који би ишао између имања Радојковића и Јанковића и да се помери од пијаце( тамо где је некада била Доњокрајска порта), те да се пут од Смедерева продужава у правој линији ка Младеновцу.
Од 01.јануара 1960. године општина Селевац обједињава се са општином Азања, са седиштем у Азањи. Укинут је Јасенички срез и формирана је општина Паланка. Смедеревски срез( коме Селевац припада од 1955. године, да би 1962. године био припојен Општини Смедеревска Паланка) је прихватио идејно решење о уређењу центра, па се отпочело са регулисањем имовинских односа око имања Радојковића и Јанковића. Објекти од општег интереса ( Дом културе, библиотека, школа, пошта, Месна заједница, самопослуга...) грађени су поред новопросеченог пута. Њихова изградња је трајала више од 20 година.

## Припреме за подизање споменика палим борцима
Упоредо са изградњом јавних зграда за потребе села отпочело се са реализацијом идеје о подизању спомен парка. Главни иницијатор и организатор у реализацији свих активности био је Савез бораца. Идеја је непрестано разрађивана и на крају је прихваћена од стране Месне заједнице, Задруге и свих друштвено-политичких организација.Први обимнији посао било је уређење простора на коме ће се изградити спомен парк. Одлучено је да ће се парк налазити између трију путева ( према Паланци, Смедереву и Младеновцу) и као такав заузима  централно место у будућем центру села. На овом простору су се налазили стари, предратни објекти, које је требало порушити, а њихове власнике обештетити. Процењена је вредност имовине и власницима понуђена исплата или додела плацева на другој локацији.

## Избор уметника за израду споменика
Упоредо са припремама терена расправљало се и о томе кога ангажовати за изградњу, а формиран је и Одбор за подизање споменика. Са финализацијом идеје се кренуло 1978. године. Одлучено је да се посао повери вајару Славомиру Милетићу из Бошњана. Он се прихватио израде споменика кад је сазнао за масакр над Селевчанима од стране немачко-аустроугарске војске 1915 године. У том масовном стрељању, страдале се углавном жене и зато се вајар одлучио да баш жена буде центгрална фигура у споменичкој композицији. Његов предлог је прихваћен, а такође је одлучено да се поред споменика постави бетонски зид, на коме ће бити табле са именима изгинулих Селевчана у балканским ратовима, у масакру 1915. године и у току НОР-а.

## Завршетак радова и постављање споменика
Вајар Славомир Милетић је,1980. године, обавестио Одбор да ће споменик бити изливен следеће1981.године.Како је вредност овог споменика у материјалном смислу била велика,а средства грађана и Земљорадничке задруге недовољна,на годишњој конференцији месне организације СУБНОР-а у Селевцу,одржаној 24.децембра 1981.године,донета је одлука да се упуте молбе радним и другим колективима и појединцима за прикупљање додатних средстава. Одзив је био одговарајући и коначно се могло приступити постављању споменика.
Земљорадничка задруга „Селевац „ је учествовалау изградњи споменика са укупно 500 000 000 ондашњих ( старих) динара.

## Изглед споменика
Споменик представља ликове једног солунца,партизанке и тројице бораца НОР-а. Као модели су послужили житељи Селевца: Јовичић Лала, Миловановић Милица и Маричић Милосав Мића( у првом реду) и Невенкић Раде и Миловановић Љубодраг ( стоје иза њих). Од пута Паланка-Смедерево, до споменика воде широке степенице. Поред самог споменика, у оквиру спомен парка, постављен је и бетонски зид са именима погинулих у ратовима 20. века. Списак садржи попис 209 погинулих бораца у балканским и Првом светском рату и 96 становника стрељаних у једном дану- 8. октобра 1915. године, 138 бораца НОР 1941-1945 и 18 имена стрељаних у истом периоду.

## "Палим борцима Селевца"
Селевчанин Живорад Тагић, написао је песму о споменику.
Палим борцима Селевца

Дигли смо споменик СОЛУНЦУ нашем 
Који је херојски ратник био,
с пушком у руци и старим топом
ратничку заставу до Крфа носио.

Жени хероју ПАРТИЗАНКИ нашој
с пушком у руци уздигнутој изнад села
од љутих битака се никад није плашила
она је иимала само једну жељу- победу је хтела.

Партизани наши Космајског одреда
Животе су своје дали за слободу
остали су симбол, остали су понос
домовини, свом селу, свом роду.

Зато сви људи овог дивног села
Нека увек чувају тековине борбе наше,
Братство и јединство нека увек цвета
Јер зато наши борци, животе своје даше.

Овај споменик мештани Селевца с поносом дигоше
Сваком борцу, ма где му је крв за слободу пала,
Од срца нам је жао што их више нема са нама

А ми им можемо само једно рећи-нека им је слава и хвала.